# Пигафетта, Антонио
Анто́нио Франче́ско Пигафе́тта (итал. Antonio Pigafetta) — итальянский мореплаватель, участник первого в истории кругосветного плавания
— экспедиции Магеллана-Элькано (1519—1522). Дневники Пигафетты стали основным источником сведений об экспедиции Магеллана, а также первым доступным в Европе документом о себуанском языке Филиппинских островов.

## Биография
О жизни мореплавателя известно очень мало. Антонио Пигафетта родился между 1480 и 1491 годом в республике Венеция, в городе Виченца, был родом из богатой семьи. Отцом его был Джованни Антонио Пигафетта, достоверных сведений о том, кем являлась мать путешественника, не сохранилось. Сам Антонио Пигафетта утверждал, что в молодости он занимался изучением астрономии, географии и картографии, и преуспевал в этом начинании. В 1518 году сопровождал нунция папы Льва X, Франческо Кьерикати, по пути в Испанию. В начале своей карьеры служил на кораблях госпитальеров.

## Путешествие
Находясь в Севилье, Пигафетта узнал о планируемой экспедиции под руководством Магеллана, целью которой было открытие краткого пути к Индии, и принял решение наняться в качестве внештатного члена команды, добровольца с низким окладом в 1000 мараведи. В документах он значился как пассажир и был записан как «Антонио Ломбардо», «Антонио из Ломбардии». В начале плавания у Антонио были трудные отношения с Магелланом, но позже Пигафетта смог завоевать его доверие, служил картографом и лингвистом.
Экспедиция, состоявшая из пяти кораблей и 256 человек, отправившись из Севильи, достигла устья Рио-де-ла-Плата, обогнула берега Патагонии, 18 октября вышла ко входу в пролив.
В битве при Мактане, в которой Магеллан был убит, Антонио Пигафетта был ранен, но сумел выжить и под командованием нового капитана Хуана Себастьяна Элькано продолжил обратный путь. Последняя запись в дневнике А. Пигафетты была внесена 8 сентября 1522 года. Он оказался среди 18 человек, вернувшихся вместе с Элькано обратно в Европу на борту «Виктории». Высадившись в испанском порту Санлукар-де-Баррамеда в современной провинции Кадис в сентябре 1522 года, спустя 3 года после отплытия, Пигафетта вернулся в Венецианскую республику.
После путешествия Пигафетта использовал связи, установленные до путешествия с Рыцарями Родоса, чтобы стать членом ордена.

## «Путешествие Магеллана»
«Отчет о первом кругосветном путешествии» (итал. Relazione del primo viaggio intorno al mondo) был составлен на итальянском языке и первоначально распространялся среди европейских монархов в рукописной форме, прежде чем был опубликован в конечном виде итальянским историком Джованни Баттистой Рамузио в 1550–1559 гг.
Сегодня сохранились четыре рукописи, три написаны на французском языке (две хранятся в Национальной библиотеке Франции и одна в Челтенхэме), а одна — на итальянском; а также три печатные книги, одна написана на французском языке, две остальные — на итальянском. Оригинальное произведение не сохранилось.
Отчет сосредоточен на событиях на Марианских островах и на Филиппинах, хотя включает также несколько карт других областей, в том числе первое известное использование слова «Тихий океан» (Oceano Pacifico) на картах.
В письменном труде Пигафетты были собраны многочисленные и уникальные данные о географии, флоре, фауне, климате и жителях тех мест, в которых он побывал в рамках экспедиции. Сведения, содержащиеся в его дневнике, а также детальные и красочные описания, играют важную роль в изучении первого кругосветного мореплавания, без них представление о путешествии Магеллана было бы неполным.
Однако европейцы впервые узнали о кругосветном плавании не через сочинения Пигафетты, а вскоре после завершения экспедиции, через отчет, написанный писателем из Фландрии Максимилианом Трансильванусом, опубликованным в 1523 году. Трансильвану было поручено взять интервью у некоторых из оставшихся в живых после путешествия в сентябре 1522 года.